# Adrien Rabiot
Adrien Rabiot (Saint-Maurice, 1995. április 3. –) világbajnoki ezüstérmes francia válogatott labdarúgó, a Ligue 1-ban szereplő Olympique de Marseille középpályása.

## Pályafutása

### Fiatal évei
Rabiot többször is megfordult a Créteil együttesénél. 2008-ban az angol Manchester City FC akadémiáján is megfordult, majd visszatért Franciaországba. Többek között szerepelt az Alfortville, valamint a Pau FC-ben. 2010-ben került a Paris Saint-Germain akadémiájára.

### Paris Saint-Germain
A Camp des Logesben mutatott kiváló teljesítményére figyelt fel Carlo Ancelotti. 2012. július 2-án hároméves szerződét írt alá a klubbal. A 2012-13-as szezont a felnőttek között kezdte meg. A spanyol FC Barcelona ellen lépett először pályára. 2012. augusztus 26-án debütált a bajnokságban, a Bordeaux ellen lépett kezdőként pályára.

## A válogatottban
A francia U16-os válogatottban két mérkőzésen kapott lehetőséget, de a francia U17-es válogatottban már öt alkalommal viselhette a címeres mezt. A francia U18-as válogatottban 2012. szeptember 6-án debütált az osztrák U18-asok ellen és rögtön góllal hívta fel magára a figyelmet. A mérkőzést 4-1-re nyerték meg a franciák. 2024. május 16-án bekerült a 2024-es labdarúgó-Európa-bajnokságra utazó 25 fős keretbe.

## Statisztika

### Klub
| Klub             | Szezon           | Bajnokság | Bajnokság | Kupa     | Kupa  | Nemzetközi | Nemzetközi | Egyéb    | Egyéb | Összesen | Összesen |
| Klub             | Szezon           | Mérkőzés  | Gólok     | Mérkőzés | Gólok | Mérkőzés   | Gólok      | Mérkőzés | Gólok | Mérkőzés | Gólok    |
| ---------------- | ---------------- | --------- | --------- | -------- | ----- | ---------- | ---------- | -------- | ----- | -------- | -------- |
| Paris SG         | 2012–13          | 6         | 0         | 2        | 0     | 1          | 0          | 0        | 0     | 9        | 0        |
| Paris SG         | 2013–14          | 25        | 2         | 3        | 1     | 6          | 0          | 0        | 0     | 34       | 3        |
| Paris SG         | 2014–15          | 21        | 4         | 8        | 0     | 4          | 0          | 0        | 0     | 33       | 4        |
| Paris SG         | 2015–16          | 24        | 1         | 10       | 2     | 7          | 3          | 1        | 0     | 42       | 6        |
| Paris SG         | 2016–17          | 27        | 3         | 7        | 1     | 5          | 0          | 0        | 0     | 39       | 4        |
| Paris SG         | 2017–18          | 33        | 1         | 8        | 2     | 8          | 1          | 1        | 1     | 50       | 5        |
| Paris SG         | 2018–19          | 14        | 2         | 0        | 0     | 5          | 0          | 1        | 0     | 20       | 2        |
| Összesen         | Összesen         | 150       | 13        | 38       | 6     | 36         | 4          | 3        | 1     | 227      | 24       |
| Toulouse         | 2012–13          | 13        | 1         | 0        | 0     | —          | —          | —        | —     | 13       | 1        |
| Összesen         | Összesen         | 13        | 1         | 0        | 0     | 0          | 0          | 0        | 0     | 13       | 1        |
| Juventus         | 2019–20          | 17        | 0         | 3        | 0     | 4          | 0          | 0        | 0     | 24       | 0        |
| Összesen         | Összesen         | 17        | 0         | 3        | 0     | 4          | 0          | 0        | 0     | 24       | 0        |
| Karrier összesen | Karrier összesen | 180       | 14        | 41       | 6     | 40         | 4          | 3        | 1     | 264      | 25       |

### Válogatott góljai
| 1.                          | 2021. november 13. | Parc des Princes, Párizs, Franciaország | Kazahsztán   | 6–0 | 8–0 | 2022-es labdarúgó-világbajnokság-selejtező |
| 2.                          | 2022. június 6.    | Stadion Poljud, Split, Horvátország     | Horvátország | 1–0 | 1–1 | 2022–2023-as UEFA Nemzetek Ligája          |
| 3.                          | 2022. november 22. | El-Dzsanúb Stadion, Al-Vakra, Katar     | Ausztrália   | 1–1 | 4–1 | 2022-es labdarúgó-világbajnokság           |
| 2022. november 22. szerint. |                    |                                         |              |     |     |                                            |

## Sikerei, díjai
- Paris Saint-Germain:
  - Ligue 1: 2012–13, 2013–14, 2014–15, 2015–16
  - Francia szuperkupa: 2013, 2014, 2015, 2016
  - Francia ligakupa: 2013–14, 2014–15, 2015–16
  - Francia kupa : 2014–15, 2015–16